# Gauri Sankar
Der Gauri Sankar (Devanagari: गौरीशंकर, gaurīśaṃkara, Gauri Shankar; chinesisch 赤仁玛峰, Pinyin Chìrénmǎ Fēng; Tibetisch: Jomo Tseringma) ist ein Berg im Himalaya an der Grenze zwischen China und Nepal und der zweithöchste Gipfel des Rolwaling Himal nach dem Melungtse (7181 m).
Bei Gauri und Shankar handelt es sich um Beinamen der hinduistischen Gottheiten Parvati und Shiva. Der Berg ist die Basis der nepalesischen Zeit und der Grund für die ungewöhnliche Zeitzone (UTC + 5:45).

## Verwechslung mit dem höchsten Berg der Erde
Mit Gauri Sankar wurde seit der Mitte des 19. Jahrhunderts vor allem in Deutschland der höchste Berg der Welt, der Mount Everest, bezeichnet. Dies beruhte auf einer Verwechselung des deutschen Himalayaforschers Hermann von Schlagintweit, der auf der Suche nach dem soeben als höchsten Berg der Welt bekannt gewordenen Peak XV (d. i. der Mount Everest) einen alles überragenden Gipfel sah. Er erfuhr von den Einheimischen dessen Namen, nämlich Gauri Sankar, und publizierte diesen in der fälschlichen Annahme, den höchsten Berg der Welt beobachtet zu haben. Diese Annahme wurde von anderen Himalaya-Reisenden übernommen und weiter verbreitet, etwa von dem Bergsteiger und Reiseschriftsteller Kurt Boeck.

## Besteigungsgeschichte
Versuche einer Erstbesteigung in den 1950er und 1960er Jahren scheiterten. Von 1965 bis 1979 war die Besteigung des Berges offiziell untersagt. Im Jahr 1979 gelang schließlich einer US-amerikanisch-nepalesischen Expedition die Erstbesteigung.